# (464106) 2014 WM424
(464106) 2014 WM424 es un asteroide perteneciente al cinturón de asteroides, descubierto el 28 de septiembre de 2013 por el equipo Spacewatch desde el Observatorio Nacional de Kitt Peak (Arizona, Estados Unidos).